# Félix Douay
Pour les articles homonymes, voir Douay.
Félix Douay, né le 14 août 1816 à Paris et mort le 4 mai 1879 dans la même ville, est un général de division français.
Il s'illustre notamment au cours de la conquête de l'Algérie, de la guerre de Crimée, de la campagne d'Italie puis de l'expédition du Mexique et participe  à la répression de la Commune de Paris.
Il est grand-croix de la Légion d'honneur.

## Biographie

### Famille
Félix Charles Douay est le fils de Louis Douay (1772-1856), officier de l'infanterie, et d'Alix Charlotte d'Autane (1782-1826).
Le 3 mars 1859 à Paris, il épouse Elisa Lebreton (1834-1879), qui eut une liaison épistolaire avec Alfred de Vigny de 1855 à 1857. Elle est la fille du général Eugène Casimir Lebreton (1791-1876), député et questeur de la Chambre des députés et d'Anne-Eliza Taylor (1793-1858). Le général Douay et son épouse sont les parents de Félicie Douay (1860-1952) , épouse du lieutenant-colonel comte Charles Walewski, petit-fils de Napoléon Ier. 
En 1875, le couple se sépare.
Il est le frère du général Abel Douay.

### Carrière

#### Jeunesse
Il s'engage dans l'infanterie de marine à l'âge de seize ans comme simple soldat. Il est promu sous-lieutenant à l'âge de vingt-deux ans et sert en 1833 et 1834 à bord du vaisseau « Orion » et du brick « Le Lutin ». De 1835 à 1843, il est en Guadeloupe et en Martinique,.

#### Conquête de l'Algérie (1845-1848)
Promu capitaine en 1843, il participe à la conquête de l'Algérie de mars 1845 à juin 1848.

#### Expédition de Rome (1849)
En 1849, il participe à l'expédition de Rome au sein du 22e régiment d’infanterie de ligne  contre les troupes du général Garibaldi. Il est blessé au bras au cours des combats et promu chef de bataillon en juillet 1849.

#### Retour en Algérie (1850-1853)
Il retourne en Algérie de 1850 à 1853. Il est fait chevalier de la Légion d'honneur le 10 décembre 1851.

#### Guerre de Crimée (1854-1855)
Il participe à la guerre de Crimée au sein de la Garde impériale. Il est cité à l'ordre du jour de l'armée le 24 mai 1855. En juin 1855, il est promu colonel. Cité à l'ordre général de l'armée d'Orient le 17 août 1855 pour sa « conduite brillante » dans le combat du 16 août sur la Tchernaïa, il est promu officier de la Légion d'honneur le 22 août 1855. 

#### Campagne d'Italie (1859)
En juin 1859, il est promu général de brigade en récompense de sa bravoure lors de la campagne d'Italie à Magenta et Solférino, où il a été légèrement blessé,  puis promu commandeur de la Légion d'honneur le 15 juillet 1859.

#### Expédition du Mexique (1862-1867)
Il participe à l'expédition du Mexique de mars 1862 à mars 1867 au commandement de la 1re division d'infanterie. Il est promu général de division en janvier 1863 puis élevé à la dignité de grand officier de la Légion d'honneur le 13 mars 1864. Le 24 août 1864, il est cité à l'ordre général du corps expéditionnaire du Mexique pour « l'habileté dont il a fait preuve dans la conduite des opérations de la campagne du sud contre les troupes du général Ortega ».

#### Guerre de 1870
Aide de camp de l’Empereur Napoléon III d'avril 1868 à juillet 1870, il combat ensuite lors de la guerre franco-prussienne de 1870 à la tête du 7e corps d'armée. Il est fait prisonnier à l'issue de la défaite de Sedan et reste six mois en captivité. 
Il participe ensuite comme commandant du 4e corps d'armée de l'armée versaillaise  à la répression de la Commune de Paris, du 21 mai 1871 au 28 mai 1871, lors de la semaine sanglante.
Il est élevé à la dignité de grand-croix de la Légion d'honneur le 18 juillet 1871, remise le 21 août 1871 par le maréchal Mac Mahon, duc de Magenta.

#### Dernières années
Il semble être mêlé au complot militaire présumé de 1877, qui prévoit la prise du pouvoir par les militaires pour réinstaurer la monarchie ; en tout cas, son ralliement à la République semble trop tiède pour certains. Après une enquête parlementaire sur le sujet, et les élections sénatoriales de 1879, le général Gresley, officier libéral placé au ministère de la Guerre par le Centre gauche, propose au président et maréchal Mac-Mahon un décret relevant de leur fonction les généraux commandants de corps d'armée Bataille, Bourbaki, Barail, Lartigue et Ducros, ainsi que le déplacement d'autres commandants de corps d'armée (Aumale, Deligny, Douay et Montaudon), ce que le maréchal refuse. Le décret est signé le 11 février par Jules Grévy. En 1879, Douay est fait inspecteur général des corps d’armée et responsable des trois premières régions militaires.
Il meurt le 5 mai 1879, victime sans doute d'une maladie infectieuse.

## Décorations

### Françaises
- Grand-croix de la Légion d'honneur (18 juillet 1871)[2].
  - Grand Officier le 13 mars 1864[2].
  - Commandeur le 15 juillet 1859[2].
  - Officier le 22 août 1855[2].
  - Chevalier le 10 décembre 1851[2].

### Étrangères
- Grand-croix de l'Ordre de Notre-Dame de Guadalupe[2].

### Sources contemporaines
- Paul, Bondois (1888). Histoire de la révolution de 1870-71 et des origines de la troisième République (1869-1871), Paris, A. Picard et Kaan.
- Charles Adrien Gustave de Conegliano, Le Second Empire La maison de l'empereur, C. Lévy, 1897, pp. 329-330. En ligne.

### Sources modernes
- Michel Wattel et Béatrice Wattel (préf. André Damien), Les Grand’Croix de la Légion d’honneur : De 1805 à nos jours, titulaires français et étrangers, Paris, Archives et Culture, 2009 (ISBN 978-2-35077-135-9), p. 150.